# بختيار أشورماتوف
بختيار أزاموفيتش أشورماتوف (بالأوزبكية: Baxtiyor Ashurmatov)‏‎ (مواليد 25 مارس 1976 في كوكاند) لاعب كرة قدم أوزبكستاني دولي يجيد اللعب في مركز الدفاع . يلعب حاليا لصالح نادي بونيودكور الأوزبكستاني منذ سنة 2007 .

## روابط خارجية
- بختيار أشورماتوف على موقع الاتحاد الدولي (مؤرشف)  (الإنجليزية)
- بختيار أشورماتوف على موقع قاعدة بيانات كرة القدم.إي يو (الإنجليزية)
- بختيار أشورماتوف على موقع ناشيونال فوتبول تيمز (الإنجليزية)
- بختيار أشورماتوف على موقع Soccerway.com (الإنجليزية)